# King’s Lynn
King’s Lynn ist eine ca. 45.000 Einwohner zählende Stadt (market town) im Vereinigten Königreich. Sie liegt in der Grafschaft Norfolk in der Nähe der Grenze zur Grafschaft Cambridgeshire am Fluss Great Ouse, knapp vor dessen Mündung in das sogenannte The Wash der Nordsee. In unmittelbarer Nähe beginnen die Fens, ein Gebiet auf Meeresspiegelhöhe, das in der Frühen Neuzeit trockengelegt wurde. Die Stadt ist Verwaltungssitz des Distrikts King’s Lynn and West Norfolk.

## Geographie

### Geographische Lage
King’s Lynn ist die nördlichste Ansiedlung am Fluss Great Ouse. Die Stadt liegt ca. 160 Kilometer (100 Meilen) nördlich von London und annähernd 70 Kilometer (44 Meilen) westlich von Norwich. Etwa 8 Kilometer (5 Meilen) nördlich von King’s Lynn befindet sich The Wash, ein Ästuar am nordwestlichen Rand von East Anglia. Das Stadtgebiet dehnt sich auf etwa 28 Quadratkilometer aus.
Der Fluss Great Ouse, an dessen Ufern die Stadt liegt, ist hier etwa 200 Meter breit. Er dient als Abfluss für das Wasser aus den Fens. Der wesentlich kleinere Gaywood River fließt ebenfalls durch die Stadt. Er mündet unweit des Stadtzentrums in den Great Ouse.
Der Stadtteil West Lynn liegt am westlichen Ufer des Great Ouse und ist durch eine der ältesten Fähren in England mit dem Stadtzentrum verbunden. Weitere Stadtteile sind neben dem Stadtzentrum North Lynn, South Lynn und Gaywood.

### Klima
Wie die gesamte Region East of England weist auch King’s Lynn ein gemäßigtes Klima auf. Über das Jahr beträgt die Tagestemperatur im Durchschnitt etwa 14 °C. Juli und August sind mit einer durchschnittlichen Tageshöchsttemperatur von 21 °C die wärmsten Monate des Jahres. Mit Terrington St Clement etwa 6 Kilometer (4 Meilen) westlich und RAF Marham zirka 16 Kilometer (10 Meilen) südsüdöstlich, befinden sich zwei Wetterstationen in der Nähe des Stadtzentrums. Die höchste in Terrington St Clement jemals gemessene Temperatur wurde im August 2003 aufgezeichnet und lag bei 35,1 °C. In normalen Jahren wird durchschnittlich eine Jahreshöchsttemperatur von 29,4 °C erreicht wobei die Temperatur an durchschnittlich 13,8 Tagen im Jahr über 25,1 °C liegt. Die Durchschnittstemperaturen liegen wegen des oft auflandigen Winds meist unter denen des Landesdurchschnitts. Bei ablandigem Wind können die Temperaturen jedoch stark ansteigen. So wurde im Sommer 2007 an der Wetterstation Terrington St Clement mit 30,1 °C die höchste Temperatur im gesamten Vereinigten Königreich gemessen. Die dort bislang niedrigste Temperatur wurde mit −15,4 °C im Januar 1979 gemessen. Im Jahresdurchschnitt herrscht an der Wetterstation Terrington St Clement an 41,6 Nächten im Jahr Nachtfrost.
Die Jahresniederschlagsmenge liegt an der Wetterstation RAF Marham bei 620 Millimeter und an der Wetterstation Terrington St Clement bei 600 Millimeter. Diese Durchschnittswerte beziehen sich auf den Zeitraum zwischen 1971 und 2000.

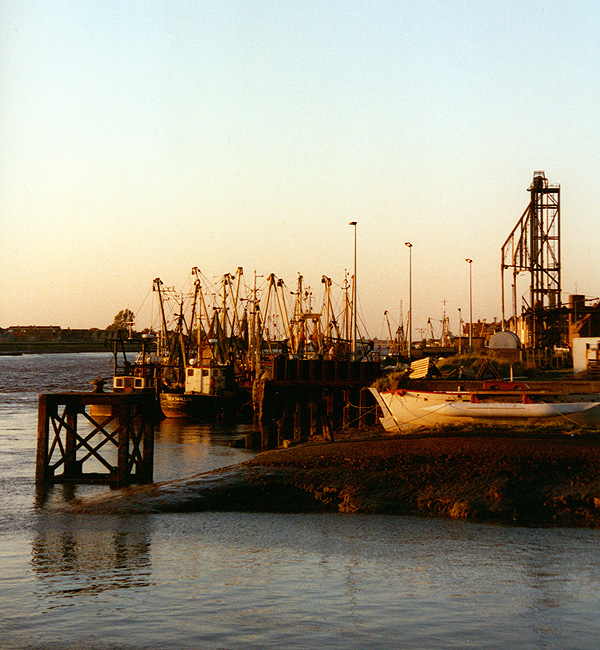
Fischerboote am Fluss Great Ouse bei King’s Lynn

|                       | Jan   | Feb   | Mär   | Apr   | Mai   | Jun   | Jul   | Aug   | Sep   | Okt   | Nov   | Dez   |   |       |
| Mittl. Tagesmax. (°C) | 6,5   | 7,1   | 10,0  | 12,2  | 15,9  | 18,7  | 21,5  | 21,8  | 18,4  | 14,2  | 9,5   | 7,2   | ⌀ | 13,6  |
| Mittl. Tagesmin. (°C) | 0,9   | 1,0   | 2,6   | 3,9   | 6,7   | 9,5   | 11,4  | 11,4  | 9,4   | 6,8   | 3,4   | 1,8   | ⌀ | 5,8   |
|                       |       |       |       |       |       |       |       |       |       |       |       |       |   |       |
| Niederschlag (mm)     | 54,65 | 36,43 | 46,75 | 42,73 | 47,97 | 51,13 | 45,73 | 54,53 | 53,51 | 55,07 | 57,86 | 52,44 | Σ | 598,8 |

| 0,9 |

| 1,0 |

| 2,6 |

| 3,9 |

| 6,7 |

| 9,5 |

| 11,4 |

| 11,4 |

| 9,4 |

| 6,8 |

| 3,4 |

| 1,8 |

| 0,9 |

| 1,0 |

| 2,6 |

| 3,9 |

| 6,7 |

| 9,5 |

| 11,4 |

| 11,4 |

| 9,4 |

| 6,8 |

| 3,4 |

| 1,8 |

|                       | Jan  | Feb  | Mär  | Apr  | Mai  | Jun  | Jul  | Aug  | Sep  | Okt  | Nov  | Dez  |   |       |
| Mittl. Tagesmax. (°C) | 6,6  | 7,1  | 10,0 | 12,2 | 16,2 | 19,0 | 21,7 | 21,8 | 18,6 | 14,3 | 9,7  | 7,4  | ⌀ | 13,8  |
| Mittl. Tagesmin. (°C) | 0,5  | 0,6  | 2,3  | 4,0  | 6,9  | 9,7  | 11,8 | 11,8 | 9,6  | 6,6  | 3,2  | 1,6  | ⌀ | 5,7   |
|                       |      |      |      |      |      |      |      |      |      |      |      |      |   |       |
| Niederschlag (mm)     | 54,7 | 38,5 | 49,5 | 46,8 | 48,1 | 55,9 | 44,1 | 50,5 | 54,9 | 59,8 | 63,3 | 55,3 | Σ | 621,4 |
|                       |      |      |      |      |      |      |      |      |      |      |      |      |   |       |
| Sonnenstunden (h/d)   | 1,7  | 2,6  | 3,3  | 5,0  | 6,6  | 6,4  | 6,5  | 6,2  | 4,7  | 3,5  | 2,3  | 1,6  | ⌀ | 4,2   |
|                       |      |      |      |      |      |      |      |      |      |      |      |      |   |       |
| Regentage (d)         | 11,2 | 8,9  | 11,0 | 9,6  | 8,7  | 9,9  | 7,7  | 7,7  | 9,3  | 9,5  | 10,8 | 10,8 | Σ | 115,1 |

| 0,5 |

| 0,6 |

| 2,3 |

| 4,0 |

| 6,9 |

| 9,7 |

| 11,8 |

| 11,8 |

| 9,6 |

| 6,6 |

| 3,2 |

| 1,6 |

| 0,5 |

| 0,6 |

| 2,3 |

| 4,0 |

| 6,9 |

| 9,7 |

| 11,8 |

| 11,8 |

| 9,6 |

| 6,6 |

| 3,2 |

| 1,6 |

## Geschichte

### Etymologie
Die Herleitung des Namens der Stadt ist unklar. Der Wortteil Lynn kann sich, leitet man ihn vom keltischen Wort Llyn für See her, auf ein nahegelegenes Gewässer, wie etwa den Fluss Great Ouse, beziehen; möglich ist aber auch eine Herleitung vom altenglischen Wort lean, was auf eine Pacht für eine Farm hindeutet. Im normannischen Domesday Book taucht die Stadt unter dem Namen Lun und Lenn auf und wird als Besitz des Bischofs von Elmhama und des Erzbischofs von Canterbury bezeichnet. In der Zeit, in der die Stadt unter der Herrschaft des Bischofs von Norwich stand, wurde sie Len Episcopi oder auch Bishops Lyn genannt. Unter Heinrich VIII. fiel sie wieder an die Krone zurück und nahm ihren heutigen Namen an. Die Einwohner bezeichnen ihre Stadt seit jeher bloß als Lynn. Hieraus leitet sich auch der Name der Stadt Lynn in Massachusetts ab, deren erster Pfarrer aus King’s Lynn stammte.

### Ursprünge im Mittelalter
Die Keimzelle der heutigen Stadt liegt südlich der Mündung des Flusses Great Ouse. Seine erste Satzung erhielt King’s Lynn von König Johann Ohneland im Jahr 1205. Um 1100 gründete Herbert de Losinga, zu dieser Zeit Bischof von Thetford, die Stadt offiziell, indem er die Kirche der heiligen Margareta von Antiochia weihte und dem Ort das Marktrecht verlieh. Der Ort entwickelte sich zwischen dem nördlich gelegenen Fluss Purfleet und dem südlich gelegenen Fluss Millfleet. Diese Lage machte King’s Lynn im Mittelalter zu einem wichtigen Seehafen für den Handel mit Kontinentaleuropa.
Im 14. Jahrhundert zählte King’s Lynn zu den wichtigsten Häfen in England. Er war Standort einer Faktorei der Hanse und die Stadt unterstand damit zeitweilig dem Stalhof in London. Heute befindet sich in King’s Lynn mit dem Hanse-Haus das letzte verbliebene Gebäude der Hanse in England.

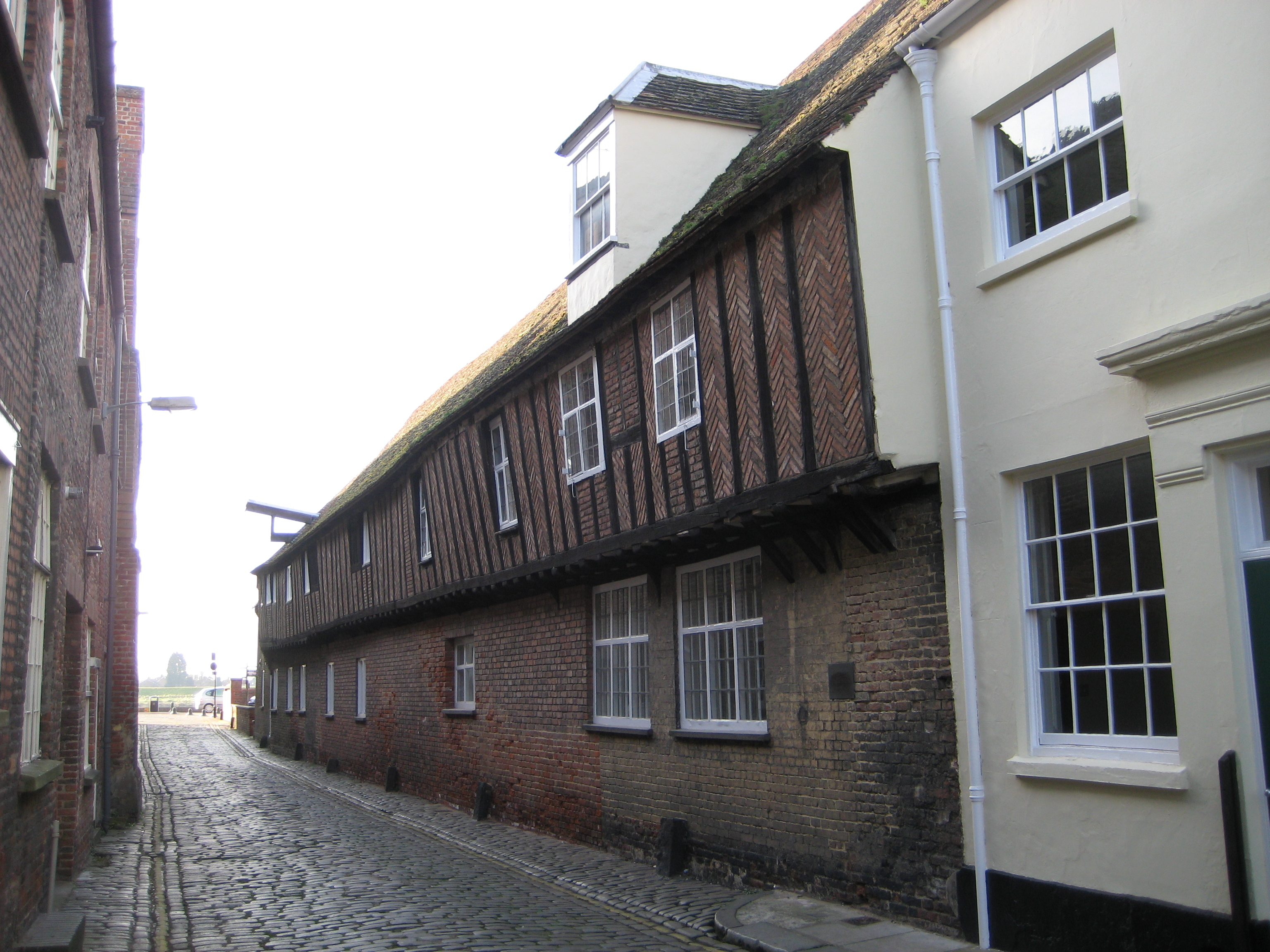
Hansekontor

Im Jahr 1344 hatte König Edward III. den Bürgern von King’s Lynn den Getreidehandel mit Norwegen unter der Bedingung gestattet, dass keine Feinde beliefert würden und sie eine Quittung der norwegischen Stadt über die erfolgte Lieferung brächten. Am 8. Mai 1349 erlaubte er den Bürgern Thomas und William de Melchebourn, 1000 Quarter (= 12.700 kg) Korn nach Norwegen zu verschiffen.
Man vermutet, dass ebendieses Schiff die Pestepidemien in Norwegen auslöste.

### Frühe Neuzeit
Ab dem Jahr 1524 wurde die Verwaltung der Stadt von einem Bürgermeister geleitet. Zehn Jahre später öffnete die erste Lateinschule des Ortes ihre Pforten. Im Lauf des 16. Jahrhunderts errichtete man die öffentliche Wasserversorgung. Hierfür wurden unterirdische Leitungen aus Ulmenholz verlegt. Viele Bürger waren jedoch zu arm um sich einen Anschluss leisten zu können. Neben diesen Fortschritten in der Infrastruktur sahen sich die Einwohner King’s Lynns immer wieder herben Rückschlägen ausgesetzt. So wütete in den Jahren 1516, 1587, 1597, 1636 und 1665 die Pest auf dem Stadtgebiet. Zudem brachen in der eng bebauten Innenstadt häufig Feuer aus. Um dies zu verhindern wurde 1572 reetbedeckte Dächer verboten. Im 16. und 17. Jahrhundert änderte sich auch der Charakter der in King’s Lynn ansässigen Industrie. Die Bedeutung des Hafens war seit der Entdeckung Amerikas stetig zurückgegangen. Im späten 17. Jahrhundert blühte der Import von spanischem, portugiesischem und französischem Wein. Daneben wurde King’s Lynn zu einem wichtigen Umschlagplatz für Kohle. Bereits Mitte des 17. Jahrhunderts hatte man begonnen, die Fens rund um die Stadt trocken zu legen und die so gewonnenen Flächen als Ackerland zu nutzen. Die hier angebauten Produkte wurden vor allem in das stetig wachsende London exportiert. Ebenfalls im späten 17. Jahrhundert stellte der Schiffsbau und die Glasbläserei einen wichtigen Wirtschaftszweig der Region dar.

### Moderne
Der seit dem 17. Jahrhundert andauernde Verlust an Bedeutung wurde durch die Erschließung der Region durch die Eisenbahn aufgehalten und King’s Lynn nahm wieder an Attraktivität zu. 1904 wurde ein Museum und ein Jahr später die erste öffentliche Bibliothek eröffnet. Im Ersten Weltkrieg war King’s Lynn am 19. Januar 1915 eines der beiden Ziele des ersten deutschen Luftschiffangriffs auf England. Der Zeppelin L4 warf acht Bomben auf die Stadt und tötete damit zwei Menschen. Am 5. August 1918 starb unter anderem der deutsche Korvettenkapitän Peter Strasser bei dem von ihm befehligten Angriff auf King’s Lynn.
Im Laufe der 1930er Jahre wurden verschiedene Umgestaltungsmaßnahmen ergriffen, um die Stadt zu erneuern. Zu Beginn des Zweiten Weltkriegs ging man zunächst davon aus, die Stadt würde von Luftangriffen verschont bleiben und nutzte sie daher als Unterkunft für Flüchtlinge aus London. Im Laufe des Krieges wurde die Stadt jedoch mehrfach von deutschen Fliegern angegriffen.
Am 31. Januar 1953 wurde die gesamte Küste von East Anglia von einer heftigen Sturmflut getroffen. Gegen 18.30 Uhr wurden die Hafenanlagen am Great Ouse überflutet. Bereits eine Stunde zuvor erfolgte die Katastrophenwarnung an die Bevölkerung. Die Flut forderte im gesamten County 100 Todesopfer.
Mit dem stetigen Wachstum Londons nahm auch die Einwohnerzahl King’s Lynns zu. Deshalb wurden in den 1960er Jahren neue Wohngebiete erschlossen. Zur selben Zeit wurde das Stadtzentrum erheblich umgestaltet und viele alte Gebäude wurden abgerissen. 1987 war King’s Lynn die erste Stadt in England, die ihre Innenstadt mit Videoüberwachungsanlagen ausstattete.

### King’s Lynn heute
Seit 2004 wird in King’s Lynn erneut ein umfangreicher Plan zur Stadterneuerung umgesetzt. Im Zuge dessen wurde 2005 das Vancouver Shopping Centre in der Innenstadt renoviert und ein neues Parkhaus errichtet. Daneben entsteht südlich der Innenstadt, in einem mit Altlasten belasteten Bereich, ein neues Wohngebiet.
2006 trat die Stadt als erstes Mitglied im Vereinigten Königreich der Neuen Hanse, ein 1980 gegründeter Städtebund früherer Hansestädte, bei.

## Religion

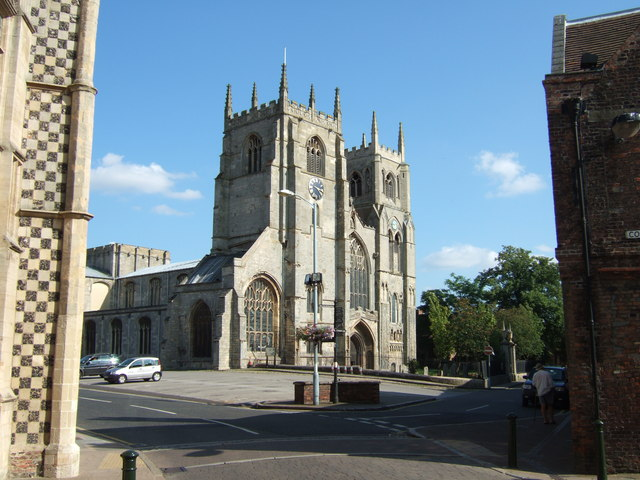
St Margaret’s Church

Die Stadt blickt auf tiefe christliche Wurzeln zurück. Mit der Stadtgründung durch Herbert de Losinga entstand zugleich ein Kloster. Um 1230 errichteten die Franziskaner eine Kirche östlich der Tower Lane. Das Kloster wurde im Jahr 1538 durch Heinrich VIII. geschlossen. Die franziskanische Kirche wurde im Zuge der Reformation abgerissen, wobei der aus dem 15. Jahrhundert stammende Turm stehen blieb. Er ist einer von drei bis heute erhaltenen Kirchtürmen aus dieser Zeit in England. Heute sind verschiedenste Religionsgemeinschaften auf dem Stadtgebiet vertreten. So bestehen unter anderem sechs Kirchen der Church of England, eine Baptistenkirche, neun Kirchen der Methodisten und zwei Versammlungsstätten der Evangelikalen sowie der Quäker.

## Politik
Ursprünglich Teil der Grafschaft Norfolk, wurde King’s Lynn 1883 zum selbständigen County Borough. 1974 wurde dieser im Zuge einer Gebietsreform mit dem Downham Market Urban District, dem Hunstanton Urban District, dem Docking Rural District sowie dem Downham Rural District, dem Freebridge Lynn Rural District und dem Marshland Rural District zusammengelegt. So entstand der Borough of King’s Lynn and West Norfolk. Bürgermeister von King’s Lynn ist in der Wahlperiode 2014–2015 Barry Ayres. Die Stadt gehört bei den Wahlen zum House of Commons zum Wahlkreis North West Norfolk, welcher seit 2001 von dem konservativen Henry Bellingham vertreten wird. Im Europaparlament war King’s Lynn bis zum Brexit durch die Abgeordneten des Wahlkreises East of England vertreten.

### Wappen
Das Stadtwappen zeigt die Legende der Heiligen Margareta von Antiochia. Sie wird schon seit dem 13. Jahrhundert im Siegel der Stadt dargestellt und die Kirche im Stadtzentrum ist ihr geweiht. Das heutige Stadtwappen geht auf das Wappen des Borough of King’s Lynn zurück, wie es vom College of Arms 1563 festgehalten wurde. Ergänzt wird das heutige Wappen von einem Bord, das für die erweiterten Grenzen des Stadtgebiets steht. Am oberen Ende des Wappens steht eine Möwe auf einem Poller. Dieser wiederum wird durch eine Adelskrone gestützt. Dies stellt zugleich den maritimen Bezug der Stadt heraus und betont die Verbindung King’s Lynns zum englischen Königshof.

### Städtepartnerschaften
King’s Lynn unterhält partnerschaftliche Beziehungen zu:
- Emmerich am Rhein[25], Deutschland
- Mladá Boleslav[26], Tschechien
- Sandringham[27], Australien

Die Stadt ist zudem Mitglied in der Städteorganisation Neue Hanse.

## Kultur und Sehenswürdigkeiten

### Theater und Museen

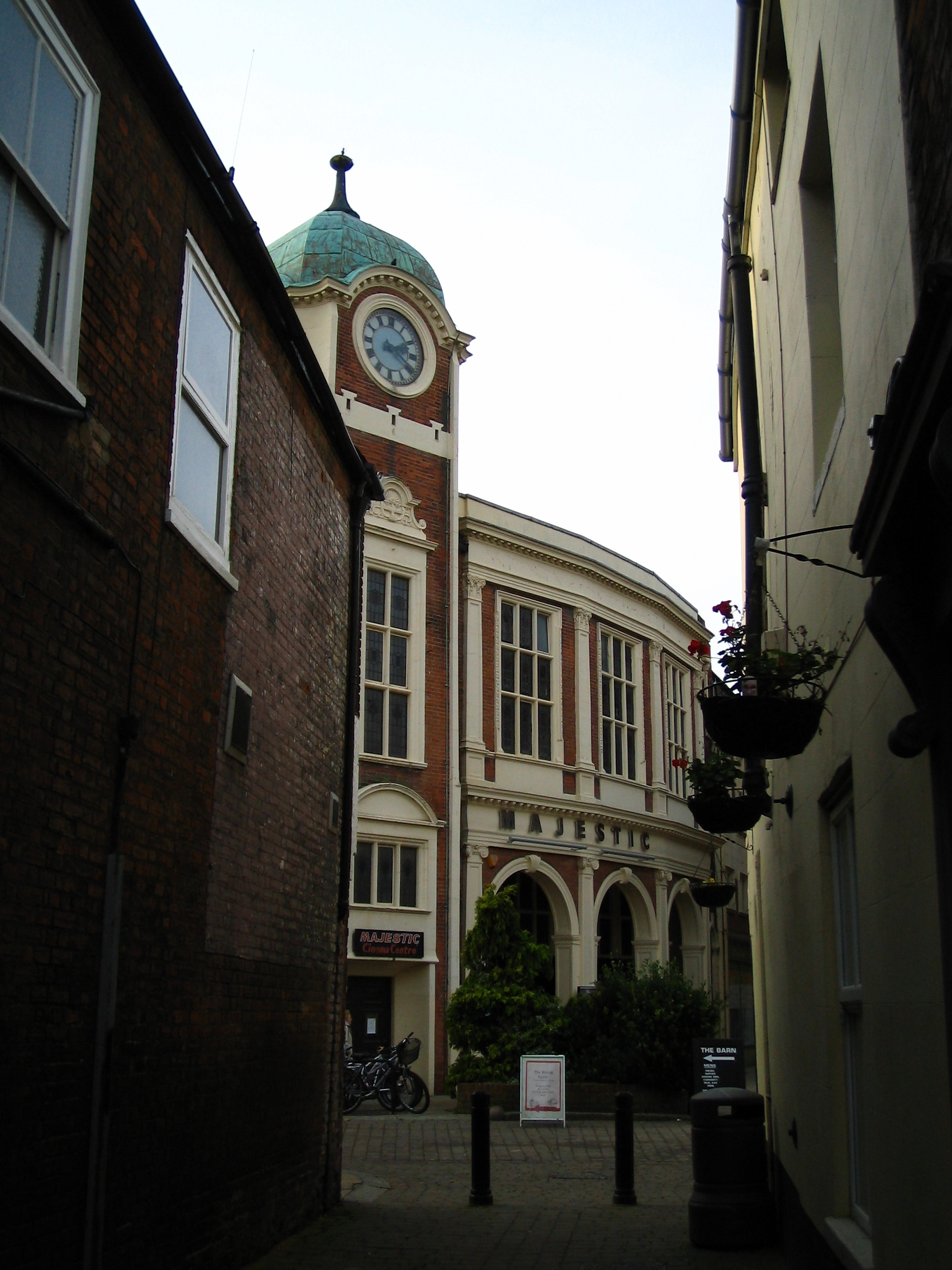
Majestic Cinema

- Das einzige Kino der Stadt, das Majestic Cinema, befindet sich im Stadtzentrum. Es nahm am 23. Mai 1928 den Betrieb auf und bietet in drei Sälen Platz für insgesamt 671 Zuschauer.[28] Bei seiner Eröffnung hatte es nur zwei Kinosäle, dafür aber noch einen Ballsaal, welcher jedoch 1977 geschlossen und in den dritten Saal umgewandelt wurde.[28]
- Unweit des Hafens befindet sich das True’s Yard Museum. Das als Freilichtmuseum organisierte Haus stellt das Leben der Fischer im Nord End von King’s Lynn dar. Hierzu wurden zwei Wohnhäuser und eine Räucherkammer aus den 1890er Jahren wiederaufgebaut. Erstere bestehen aus jeweils zwei Räumen, einer im Erdgeschoss und einer im ersten Stock.
- Mit dem Lynn Museum findet sich ein weiteres Museum in der Market Street, in unmittelbarer Nähe des Bahnhofs. Gegründet wurde dieses Museum 1844 und befand sich zunächst in der Union Street, zog aber 10 Jahre später das Gebäude der alten Post um, bevor es 1904 schließlich an seinen heutigen Platz verlegt wurde.[29] Dort werden regelmäßig wechselnde Ausstellungen zur Geschichte King’s Lynns gezeigt.[30]

### Musik
1931 zog die Konzertpianistin Ruth, Lady Fermoy, mit ihrem Mann, dem späteren Unterhausabgeordneten und Bürgermeister von King’s Lynn, Edmund, Lord Fermoy, in die Stadt. Sie organisierte verschiedene Matineen, aus welchen sich schließlich das King’s Lynn Festival entwickelte.
Im Gebäude der Corn Exchange am Tuesday Market Place finden regelmäßig Konzerte und Comdey-Veranstaltungen statt.

### Bauwerke
- Das älteste Bauwerk der Stadt ist die St Margaret’s Church. Der denkmalgeschützte Bau befindet sich südwestlich der Innenstadt und dient bis heute als Kirchengebäude der Church of England.
- Ein weiteres herausragendes Bauwerk ist das 1475 erbaute Hansekontor. Es befindet sich in der St. Margaret’s Lane direkt am Ufer des Great Ouse. Das Gebäude bestand ursprünglich aus Holz, wurde über die Jahrhunderte aber mit Ziegelsteinen verfüllt.[31]

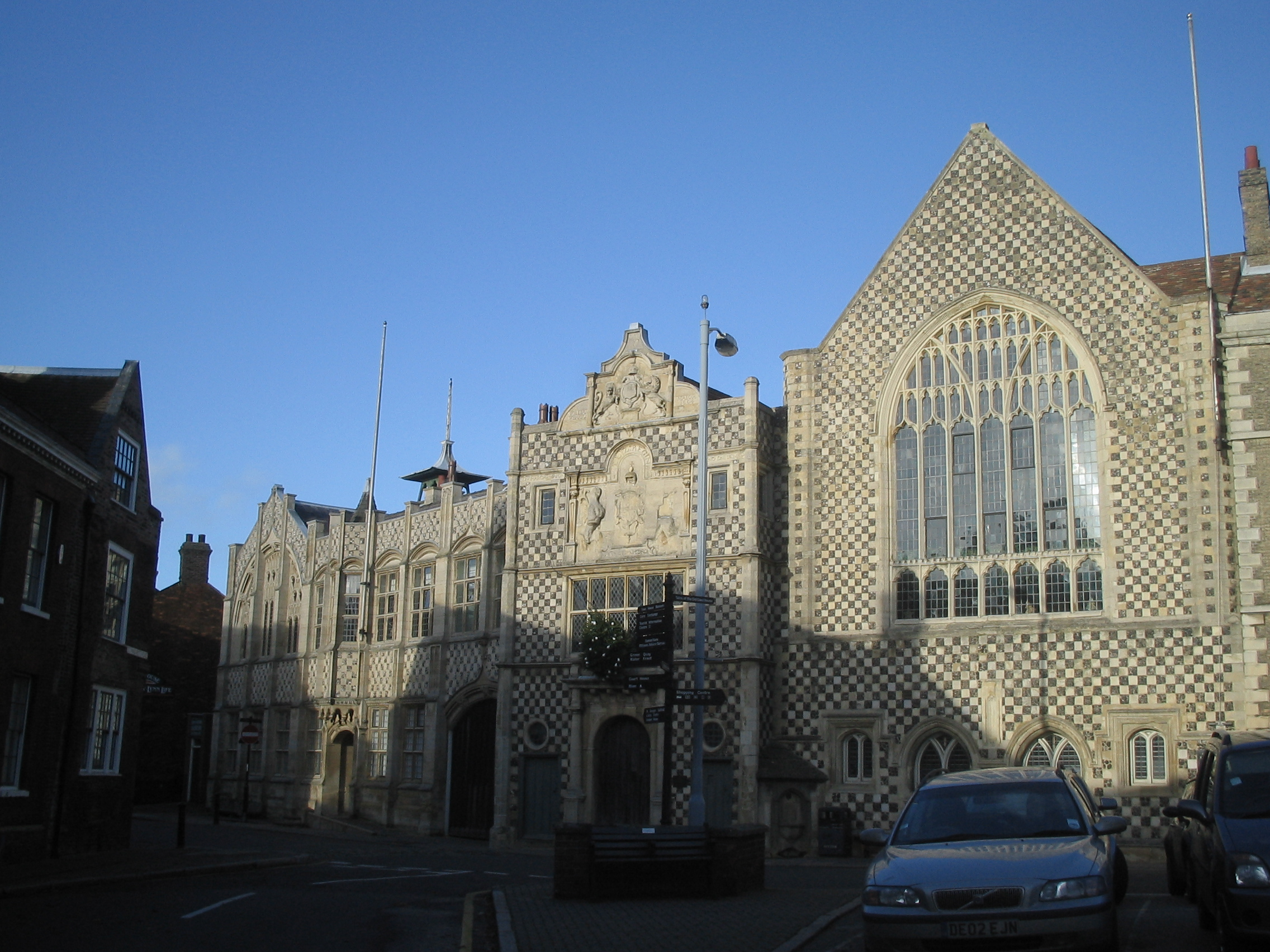
Trinity Guildhall und Rathaus

- Ebenfalls denkmalgeschützt ist das Gebäude der Corn Exchange. Es wurde im Jahr 1854 im viktorianischen Stil errichtet. Das rechteckig angelegte Bauwerk aus Ziegelsteinen und einer verglasten Dachkonstruktion wurde bis Anfang der 1990er Jahre als Veranstaltungsraum genutzt, obwohl es bereits baufällig war.[32] Schon Mitte der 1980er Jahre begann die Planung zur Restaurierung des Gebäudes. Im Zuge dieser Arbeiten, die insgesamt 4,4 Millionen Pfund kosteten, wurde es um einen Anbau erweitert und schließlich im Jahr 1996 wiedereröffnet.[32]
- Die Trinity Guildhall und das Rathaus bilden einen gemeinsamen Gebäudekomplex entlang der Queen Street. Die Trinity Guildhall wurde als Versammlungsraum der Gilde deutschstämmiger Kaufleute errichtet.[33] Nachdem sie am 23. Januar 1421 durch ein Feuer zerstört worden war, baute man sie zwischen 1421 und 1423 wieder auf.[34] Das größte Fenster des Gebäudekomplexes wurde am 7. August 1624 an der St. James Church ausgebaut und hierher gebracht. Über diesem Fenster ist das Wappen von Elisabeth I. zu sehen. Etwa 40 Jahre später wurde darüber das Wappen von Charles II. angebracht.[35]

### Grünflächen und Naherholung
Auf dem Stadtgebiet befinden sich mehrere Parks. Der mit 17 Hektar größte, The Walks, ist als Volksgarten angelegt und liegt im Stadtzentrum. Er ist der einzige Stadtgarten in Norfolk aus dem 18. Jahrhundert. Ursprünglich wurde das Gelände nach dem Vorbild der Gärten englischer Herrenhäuser des 18. Jahrhunderts als Promenade für die Bewohner der Stadt angelegt. Mit einer Spende des Heritage Lottery Fund über 4,3 Millionen Pfund konnte der Park umfangreich restauriert werden. 1998 stufte English Heritage das Gelände als National Historic Park eingeordnet und unter Denkmalschutz gestellt. Nördlich von King’s Lynn liegt Snettisham Park ein 1986 eröffneter Schaubauernhof.

### Sport
King’s Lynn ist Heimat zahlreicher Sportvereine. So spielt etwa der King’s Lynn Town F.C., ein Fußballverein in der Premier Division der Northern Premier League. Er trägt seine Heimspiele in einem Stadion in The Walks aus.
Das Speedway-Team von King’s Lynn (King’s Lynn Stars) startet in der britischen Speedway Elite League. Der ehemalige Weltmeister Michael Andrew Lee fuhr für diesen Verein. Seit 2006 gibt es mit den Lynn Nets auch ein Basketballteam. Das Hockeyteam der Pelicans besteht bereits seit 1920. Die Mannschaft trainiert heute in King’s Lynn, war bis 1996 aber im benachbarten North Runcton beheimatet.

### Regelmäßige Veranstaltungen
Die Stadt besitzt seit ihrer Gründung nahezu ununterbrochen das Marktrecht. Heute findet jeden Dienstag und Samstag ein Wochenmarkt statt.
Darüber hinaus findet einmal im Jahr, beginnend immer am 14. Februar, der King’s Lynn Mart statt. Dieses Volksfest dauert etwa 14 Tage und hat seinen Ursprung im 16. Jahrhundert als in King’s Lynn noch zweimal jährlich eine Messe stattfand. Das Fest ist das erste seiner Art im Kalenderjahr und gilt als Testveranstaltung für neu entwickelte Geräte.
Auf Betreiben von Lady Ruth Fermoy entwickelte sich das jährlich stattfindende und überregional bekannte King’s Lynn Festival. Anlässlich des Festival of Britain fand es 1951 zum ersten Mal statt. Durch die enge Freundschaft Lady Fermoys mit und ihre Stellung als Hofdame von Elizabeth Bowes-Lyon gelang es, die Queen Mother als Schirmherrin für das Festival zu gewinnen, ein Amt, das sie bis zu ihrem Tod im Jahr 2002 ausübte.

Mit dem Festival Too findet seit 1985 jeden Sommer ein weiteres Musikfestival in King’s Lynn statt. Daneben werden zweimal jährlich die King’s Lynn Literature Festivals ausgerichtet. An einem Wochenende im März werden dabei Bücher aus dem Bereich fiction und an einem Wochenende im September solche aus dem Bereich poetry vorgestellt.

## Wirtschaft und Infrastruktur
Wie viele Städte an der englischen Nordseeküste war auch King’s Lynn ein wichtiger Hafen für Transport und Fischerei, hat dabei aber heute viel an Bedeutung verloren. Zuletzt war die Stadt der Importhafen für Autos der Marke Škoda. 2008 war der Hafen der am schnellsten wachsende in Großbritannien. King’s Lynn ist wirtschaftlicher Hauptort West Norfolks. Die Innenstadt ist von günstigen Einkaufsmöglichkeiten geprägt. Auf 73.000 Quadratmeter Verkaufsfläche, die sich auf 347 Läden verteilt, konzentriert sich die hauptsächliche Kaufkraft der Einwohner. Der Einzelhandel sichert in King’s Lynn etwa 5.300 Arbeitsplätze. Die Tourismusbranche spielt im Wirtschaftsleben der Stadt eine eher untergeordnete Rolle.

### Unternehmen
Mit Tesco und J Sainsbury siedelten sich zwei große Supermärkte in der Stadt an. Beide Unternehmen investierten bislang mehr als 340 Millionen Pfund Sterling in den Bau und die Entwicklung ihrer Märkte. Bis 2007 war King’s Lynn zudem ein Produktionsstandort der Firma Campbell’s Soup. Am 21. August 2009 ging die europaweit größte Papiermaschine für Zeitungsdruckpapier in Betrieb. Die von Voith Paper für die Palm Gruppe gebaute Anlage hat eine Siebbreite von 11.400 mm und ist für eine maximale Produktionsgeschwindigkeit von 2.200 m/min ausgelegt. Sie stellt Zeitungsdruckpapier mit einem Flächengewicht von 42 bis 48,8 g/m² her. Die Jahreskapazität beträgt 400.000 Tonnen.

### Medien
Im Stadtgebiet erscheint mit den Lynn News zwei Mal wöchentlich eine Lokalzeitung. Sie gehört, ebenso wie der Peterborough Evening Telegraph und der Fenland Citizen zur Lynn News Group. Das unter anderem in King’s Lynn ansässige College of West Anglia betreibt unter dem Namen SpringboardTV.com einen web-basierten TV-Sender. Dieser wurde 2010 mit einem Preis für innovatives Internetfernsehen ausgezeichnet. Mit KL.FM 96.7 hat King’s Lynn auch einen eigenen lokalen Radiosender.

### Bildung
Es gibt in King’s Lynn drei weiterführende Schulen, die King Edward VII School, die King’s Lynn Academy und die Springwood High School. Eine vierte, die St Clements High School, liegt im Nachbarort Terrington St Clement. Während die King Edward VII School eine Schule mit sportlichem Schulprofil ist, ist die King’s Lynn Academy vor allem für hervorragende Ausbildung in den Bereichen Mathematik und IT bekannt. Die Springwood High School schließlich hat ihren Schwerpunkt in den Bereichen Darstellende Kunst und Drama. Die nächstgelegene Privatschule ist die Wisbech Grammar School im etwa 23 Kilometer entfernten Wisbech.

Das College of West Anglia unterhält einen seiner drei Campus in King’s Lynn. Dieser hat seinen Ursprung in der 1894 gegründeten King’s Lynn Technical School. Diese wurde 1973 in Norfolk College of Arts and Technology umbenannt. 1998 kam es zum Zusammenschluss mit dem Cambridgeshire College of Agriculture and Horticulture. Im April 2006 schloss sich zudem das Isle College in Wisbech an und es entstand das College of West Anglia.

### Verkehr

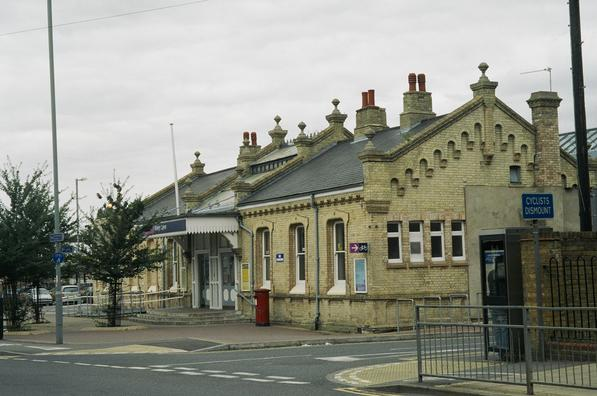
Bahnhof King’s Lynn

King’s Lynn ist über die A47 mit Norwich (71 Kilometer Richtung Osten) und Peterborough (53 Kilometer Richtung Westen) verbunden. Über die A10 erreicht man Cambridge (74 Kilometer Richtung Süden). Ferner besteht über die A17 Anschluss nach Newark-on-Trent (100 Kilometer Richtung Westen). Die A148 Richtung Cromer und die A149 nach Great Yarmouth beginnen in King’s Lynn.

Über den Bahnhof King's Lynn ist die Stadt an den öffentlichen Personennahverkehr angebunden. Der Bahnhof ist die letzte Haltestelle auf der Fen Line, die die Stadt mit Ely, Cambridge und London King’s Cross verbindet. Die Strecke wird von Zügen der Gesellschaften First Capital Connect und Abellio Greater Anglia bedient. Der im Stadtteil South Lynn befindliche Bahnhof wurde 1959 geschlossen. Zehn Jahre später wurde auch die Bahnstrecke nach Hunstanton eingestellt. Seit Mitte der 1990er Jahre gibt es Pläne, diese Strecke wiederzueröffnen.

## Persönlichkeiten

### Söhne und Töchter der Stadt
- Hermann Morneweg (1270–1338), Lübecker Bürgermeister des 14. Jahrhunderts
- Margery Kempe (1373–1438), Mystikerin und Autorin des frühen 15. Jahrhunderts
- George Vancouver (1757–1798), der u. a. mit James Cook segelte und nach dem Vancouver und Vancouver Island benannt wurden
- Terence Airey (1900–1983), Generalleutnant der British Army
- Richard Carpenter (1929–2012), Schriftsteller, Drehbuchautor und Schauspieler
- Gerry Conway (1947–2024), Folk-Schlagzeuger
- Roger Taylor (* 1949), Schlagzeuger der Band Queen
- Ross Daly (* 1952), Weltmusiker und Multiinstrumentalist
- Martin Brundle (* 1959), Automobilrennfahrer
- Alex Brundle (* 1990), Automobilrennfahrer
- George North (* 1992), walisischer Rugby-Union-Spieler
- Ali Price (* 1993), schottischer Rugby-Union-Spieler
- George Russell (* 1998), Automobilrennfahrer

### Mit King’s Lynn verbunden
- Florence Green (1901–2012) letzte Veteranin des Ersten Weltkriegs, lebte in King’s Lynn
- John Barrie (1924–1996), Billardspieler, starb in King’s Lynn
- Phil May (1943–2020), Rocksänger und Mitbegründer der Band The Pretty Things, starb in King's Lynn